# Berna Biotech

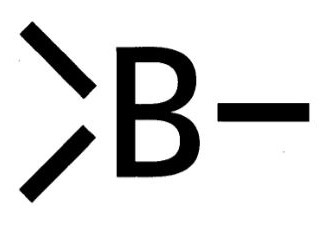
Berna Biotech AG Logo

Die Berna Biotech AG mit Sitz in Bern war ein Schweizer Biotechnologieunternehmen, das sich auf die Entwicklung und Produktion von Impfstoffen spezialisiert hatte. Es gehört seit 2011 zur Johnson & Johnson Unternehmensgruppe.
Berna Biotech geht zurück auf das Schweizerische Serum- und Impfinstitut Bern in Thörishaus, das 1898 aus einer Fusion der 1883 in Lancy gegründeten Firma Institut Vaccinal Suisse und der 1895 in Bern gegründeten Firma Häfliger, Vogt & Cie. entstand und zunächst Impfstoffe gegen Pocken, dann auch gegen Diphtherie, Cholera, Polio, Typhus, Hirnhautentzündung, Hepatitis B und Influenza produzierte. Das Präparat Cytoxisches Serum Berna SAC nach Prof. Bogomoletz, gewonnen aus menschlichen RES-Zellen aus Knochenmark und Milz, wurde zur Therapie des reticulo-endothelialen Systems eingesetzt und auch in Deutschland vertrieben (über das Würzburger Unternehmen Glutan-Chemie GmbH).
Das bis dahin an der Schweizer Börse Swiss Exchange kotierte Unternehmen besass vor seiner Übernahme durch Crucell mehrere Tochtergesellschaften in der ganzen Welt und war 2001 in Berna Biotech AG umbenannt worden. 
Das Schweizerische Serum- und Impfinstitut forschte intensiv auch in neuen Technologien (Gentechnologie usw.) und entwickelte ihre Produkte weiter und belieferte weltweite Märkte über Tochtergesellschaften in Europa, Argentinien und Korea sowie über internationale Organisationen (Unicef, WHO). Das Unternehmen war an der Schweizer Börse Swiss Exchange kotiert. Es beschäftigte weltweit 850 Mitarbeiter, wovon 400 in der Schweiz. 
Der Bundesrat suchte 2005 eine Lieferantin für 100’000 Impfstoffdosen gegen die Vogelgrippe H5N1. Für diesen Auftrag bewarb sich auch die Berna Biotech AG, die auch einen Impfstoff gegen die virale Lungenkrankheit Sars hergestellt hatte. Die wirtschaftlich angeschlagene Berna hatte für eine Produktionsanlage um eine Investitionshilfe von 12 Millionen Franken ersucht. Dem Bundesrat war das zu teuer und zu unsicher und er vergab den Auftrag ins Ausland.
2006 wurde die Berna vom niederländischen Biotechnologieunternehmen Crucell übernommen. Die Crucell Switzerland AG wurde 2011 von Johnson & Johnson aufgekauft. Das Werk in Bern-Bümpliz firmiert seitdem unter dem Namen Janssen Vaccines AG.
Das Werk in Thörishaus wurde abgestossen und von der kalifornischen Firma PaxVax als PaxVax Berna übernommen. PaxVax wurde später vom US-Unternehmen Emergent BioSolutions übernommen. 2023 verkaufte dieses das Werk an den dänischen Impfstoffhersteller Bavarian Nordic weiter.